# Porzecze (wieś w rejonie grodzieńskim)
Porzecze (biał. Парэчча) – dawniej samodzielna wieś. Obecnie stanowi północną część agromiasteczka Porzecze na Białorusi, w obwodzie grodzieńskin, w rejonie grodzieńskim, w sielsowiecie Porzecze, blisko granicy z Litwą.
Porzecze zachowało zarówno typowo wiejski charakter miejscowości jak i odrębność przestrzenną względem agromiasteczka Porzecze. Leży około 3 km na północ od niego i stanowi wąski klin po wschodniej stronie jeziora.

## Historia
Wieś królewska Porzecze położona była w końcu XVIII wieku w ekonomii grodzieńskiej w powiecie grodzieńskim województwa trockiego. Za II Rzeczypospolitej w województwie białostockim, w powiecie grodzieńskim.
W drugiej połowie XIX wieku, około 3 km na południe od wsi Porzecze, rozwinęło się miasteczko Porzecze wokół stacji kolejowej Porzecze na Kolei Warszawsko-Petersburskiej (1862). Tam też ulokowano siedzibę wiejskiej gminy Porzecze. Według Powszechnego Spisu Ludności z 1921 roku Porzecze (wieś i miasteczko łącznie) zamieszkiwało 1.089 osób, 813 było wyznania rzymskokatolickiego, 104 prawosławnego, a 181 mojżeszowego. Jednocześnie 936 mieszkańców zadeklarowało polską przynależność narodową, 7 białoruską, 130 żydowska a 25 inną. Były tu 202 budynki mieszkalne.
16 października 1933 wieś Porzecze (wraz z Czarunuchą I, Podczarnuchą i Konablami) utworzyła gromadę Porzecze, podczas gdy miasteczko Porzecze utworzyło odrębną gromadę Porzecze miasteczko w gminie Porzecze.
W wyniku napaści ZSRR na Polskę we wrześniu 1939 miejscowość znalazła się pod okupacją sowiecką. 2 listopada została włączona do Białoruskiej SRR. 4 grudnia 1939 włączona do nowo utworzonego obwodu białostockiego. Od czerwca 1941 roku pod okupacją niemiecką. 22 lipca 1941 r. włączona w skład okręgu białostockiego III Rzeszy. W 1944 miejscowość została ponownie zajęta przez wojska sowieckie i włączona do obwodu grodzieńskiego Białoruskiej SRR.